# Fasianins
Els fasiànids (Phasianinae, Horsfield, 1821) són una de les subfamílies de la família dels fasiànids (Phasianidae), inclosa a l'ordre dels gal·liformes (Galliformes). Gran part d'ells reben el nom vulgar de faisans però n'hi ha que reben altres denominacions, com ara galls o paons.
Tot i que aquesta subfamília va ser considerada monofilètica i separada de les perdius, francolins i guatlles (Perdicinae) fins a principis de la dècada de 1990, les filogènies moleculars han demostrat que aquesta col·locació és parafilètica. Per exemple, algunes perdius (gènere Perdix) estan més estretament relacionades amb els faisans, mentre que les guatlles i les perdius del gènere Alectoris estan més a prop dels Gallus. Hi ha dos clades en els fasianins: el clade erèctil i el clade no erèctil, referint-se al teixit erèctil en les parts no emplomades de la cara. Es creu que ambdós clades van divergir durant l'Oligocè Rupelià, fa uns 30 milions d'anys.
La subfamília es caracteritza per un fort dimorfisme sexual, presentant els mascles vistoses ornamentacions, colors brillants i sovint llargues cues. Els mascles generalment són més grossos que les femelles.
Gairebé totes les espècies habiten Àsia central i meridional excepte l'Afropavo congensis és propi de les selves africanes.

## Taxonomia
Se n'han descrit 16 gèneres amb 52 espècies:
- Gènere Afropavo, amb una espècie: paó del Congo (Afropavo congensis).
- Gènere Argusianus, amb una espècie: argus comú (Argusianus argus).
- Gènere Catreus, amb una espècie: faisà de Wallich (Catreus wallichii).
- Gènere Chrysolophus, amb dues espècies.
- Gènere Crossoptilon, amb quatre espècies.
- Gènere Gallus, amb quatre espècies.
- Gènere Ithaginis, amb una espècie: faisà sagnant (Ithaginis cruentus).
- Gènere Lophophorus, amb tres espècies.
- Gènere Lophura, amb 11 espècies.
- Gènere Pavo, amb dues espècies.
- Gènere Phasianus, amb dues espècies.
- Gènere Polyplectron, amb 8 espècies.
- Gènere Pucrasia, amb una espècie: faisà koklas (Pucrasia macrolopha).
- Gènere Rheinardia, amb una espècie: argus pigallat (Rheinardia ocellata).
- Gènere Syrmaticus, amb 5 espècies.
- Gènere Tragopan, amb 5 espècies.